# Apoštolská nunciatura v České republice
Apoštolská nunciatura, neboli vyslanectví Svatého stolce v Česku, je instituce plnící diplomatickou úlohu. Apoštolský nuncius je diplomat na úrovni velvyslance zastupující Svatý stolec. 
Apoštolský nuncius je v souladu s usnesením Vídeňského kongresu z roku 1815 obecně doyenem diplomatického sboru. 
Od 21. září 2018 do ledna 2022 byl apoštolským nunciem Charles Daniel Balvo. Dne 1. května 2022 byl apoštolským nunciem jmenován nigerijský arcibiskup Jude Thaddeus Okolo; funkce se ujal 1. července 2022.

## Dějiny

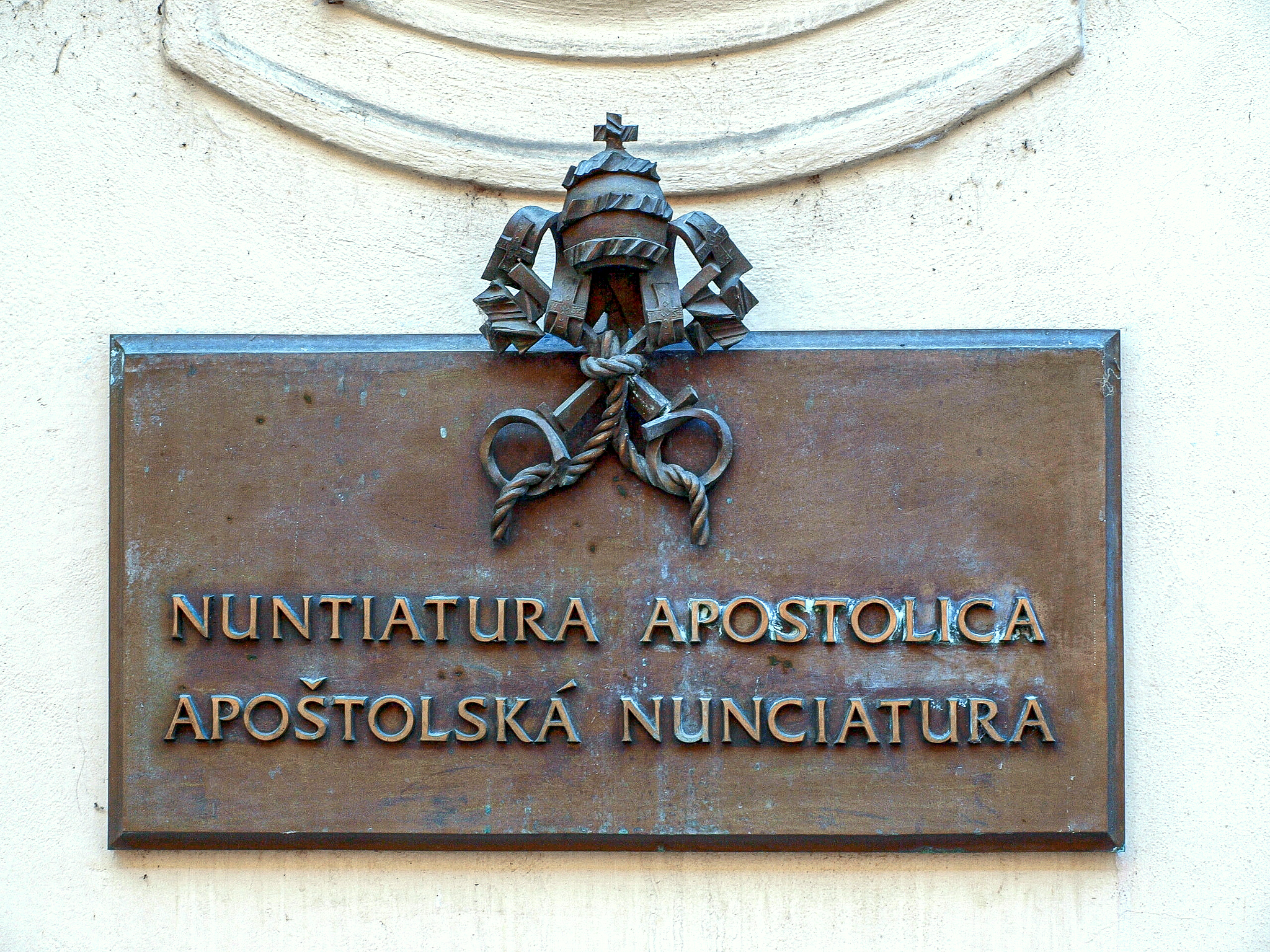
Deska na Dietrichsteinském paláci upozorňující na nunciaturu

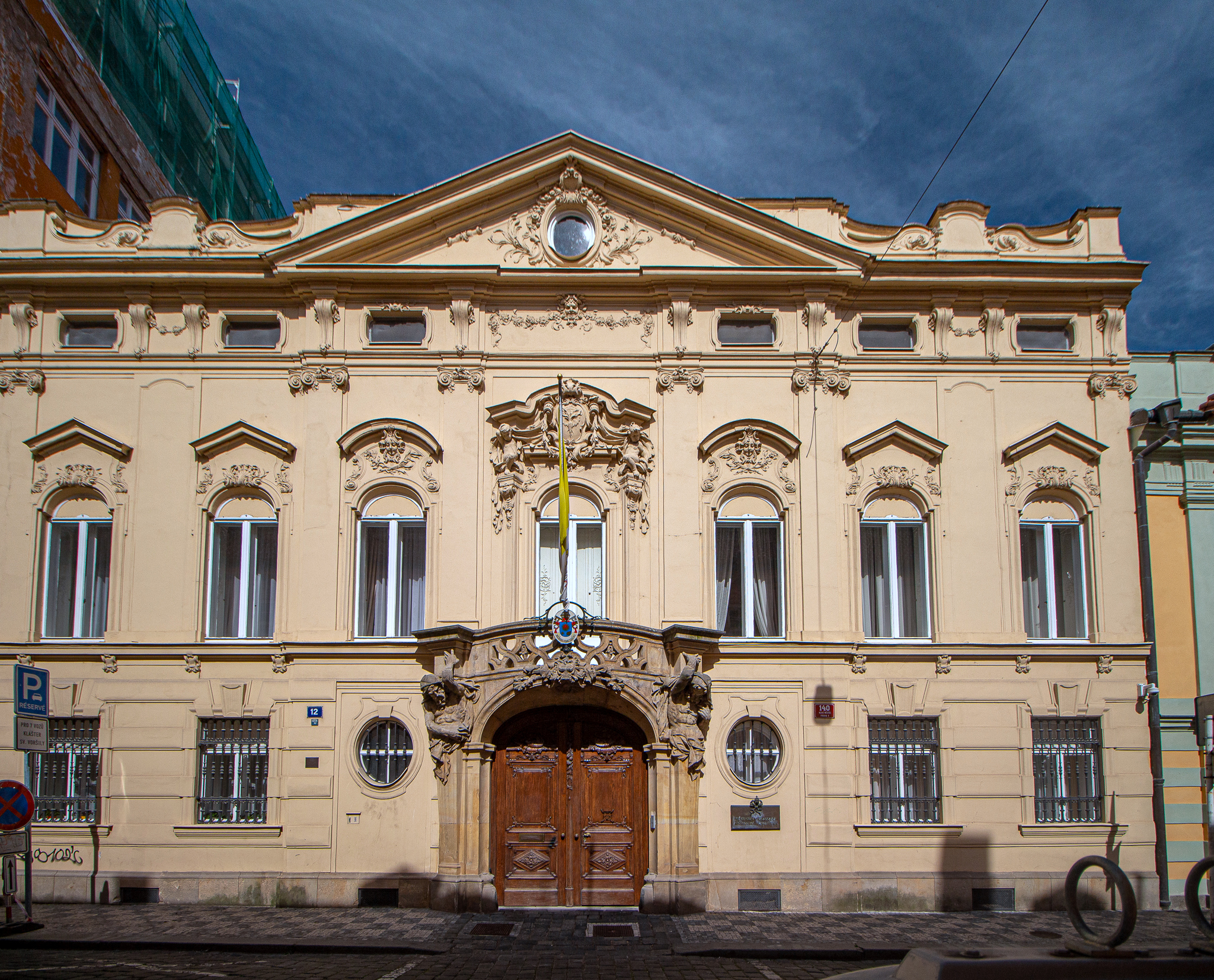
Ditrichštejnský palác v Praze, sídlo apoštolské nunciatury

Znak Svatého stolce

V letech 1919–1929 se sídlo papežské nunciatury nacházelo v Arcibiskupském paláci na Hradčanech v budově pražského arcibiskupství.
Od roku 1929 sídlí Apoštolská nunciatura v Dietrichsteinském paláci ve Voršilské ulici č. 140/12 na Novém Městě v Praze 1.

## Nunciové v České republice
1. Giovanni Coppa (1993–2001), předtím nuncius v Československu, poté kardinál
2. Erwin Josef Ender (2001–2003), předtím apoštolský administrátor Estonska, poté nuncius v Německu
3. Diego Causero (2004–2011), předtím nuncius v Sýrii, poté nuncius ve Švýcarsku a Lichtenštejnsku
4. Giuseppe Leanza (2011–2018), předtím nuncius postupně na Haiti, v Malawi, Zambii, Bosně a Hercegovině, Slovinsku, Makedonii, Bulharsku a Irsku
5. Charles Daniel Balvo (2018–2022), předtím nuncius na Novém Zélandu a několika oceánských ostrovních státech, později v Keni a Súdánu, poté nuncius v Austrálii[1]
6. Jude Thaddeus Okolo (2022–) byl papežem do funkce jmenován 1. května 2022.[2] Do jeho jmenování byla po odchodu Charlese Balva nunciatura řízena chargé d’affaires ad interim Giuseppem Silvestrinim (od 18. 1. 2022).[3][4]